# Спокој (будизам)
Спокој или смирење (санскрит: उपेक्षा upekkhā) је темељна будистичка врлина. 
То је квалитет емотивне смирености, уравнотежености и мира, нарочито у тешким ситуацијама. Понекад се назива и сталоженост, равнотежа (susamāhita) или усредиштеност (mađđhatta). Неки је преводе грчким филозофским термином апатија (apatheia).
Спокојство је став стабилности без обзира на околности у којима се нађемо, такође одсуство пристрасности према било коме.

## Будино учење
Међу онима који на овом свету увек добро спавају ја сам један.— Буда
Буда је говорио да два квалитета, смирење и увид, чине знање:
Два су квалитета која чине јасно знање. Смирење и увид. Када је смирење развијено, ум је развијен. А када је ум развијен, свака страст је напуштена. Када је увид развијен, мудрост је развијена. А када је мудрост развијена, свако незнање је напуштено.— Буда
Према Будином учењу, спокој је једно од четири узвишена боравишта (brahma vihāra). Остала три су пријатељска љубав (mettā), саосећање (karunā) и са-радост (muditā).

## Тумачења
Спокој је један од начина на који љубав може да се изрази. Изразити љубав према некоме ко нас је повредио или ко је безразложно зао, је да останемо мирни, неузнемирени и лишени мржње. Такође, спокојство је добар одговор на многа искушења и чулне подражаје. Она ће учинити да нам разум остане у равнотежи и да се, како је то Буда рекао, "крећемо равно преко неравног" (СН I.7)
Неки будисти праве јасну разлику између спокоја и равнодушности. Ако останемо мирни када узнемиреност није прикладна, оправдана или корисна, то је спокој. Ако остајемо мирни и неукључени зато што нећемо да нас било шта омета, то се може назвати равнодушношћу. Спокојство настаје из знања, равнодушност из незнања и себичности. Други, пак, сматрају равнодушност правим значењем.